# Park ušlechtilých duší
Park ušlechtilých duší je památník židovským obětem holocaustu a součást komplexu starého židovského hřbitova ve Zvolenu v Banskobystrickém kraji. Nachází se vedle místní Technické univerzity. Je věnován Slovákům, kteří se přes druhou světovou válku, během holokaustu podíleli na záchraně Židů před deportací do koncentračních táborů a také jako pomník židovským obětem holokaustu.

## Součásti komplexu

### Obelisk Ma bisterem!
Obelisk Ma bisterem! je památník romského holocaustu od sochařky Jaroslavy Šickové a akademického sochaře Jána Šicka. Má tvar obelisku s romským nápisem „Ma bisterem!“ (Nezapomeňte!).

### Cesta pokory
Symbolizuje zážitek smrti a znovuzrození. Tato průchozí, dva metry hluboká symbolická hrobka vznikla na návrh architekta Petera Abonyho. Její sarkofág je vytvořen ze skelných desek naplněných mosazným drátem obalenými říčními kameny od výtvarníka Peter Kalmuse, které symbolizují modlitby za slovenské oběti holokaustu. Tyto desky jsou vloženy mezi železniční kolejnice, jež symbolizují deportace Židů do koncentračních táborů. Z hrobky se vychází po bílých schodech u Stromu života.

### Obelisk naděje

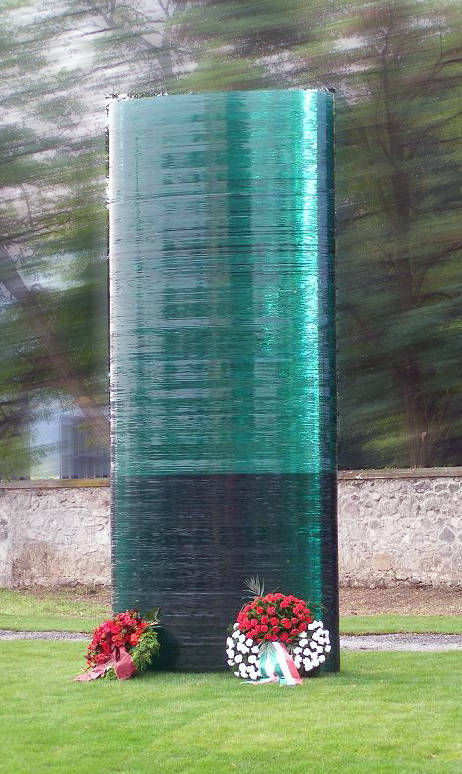
Obelisk naděje

Obelisk, který symbolizuje naději a život, je vytvořen ze slepených 620 elipsovitých desek výtvarně preparovaného skla o osmimilimetrové hrubosti. Autorem obelisku je výtvarník a sklář Palo Macho.

### Digitální informační kiosk
Moderní součástí areálu památníku Parku ušlechtilých duší je digitální informační kiosek s informačním materiálem o památníku.

## Vznik a financování
Památník vznikl z iniciativy tehdejšího předsedy představenstva Izraelské obchodní komory na Slovensku Miloše Žiáka a jeho poradce Ladislava Snopky. Základní kámene položil v roce 2008 tehdejší předseda slovenské vlády Robert Fico. Park ušlechtilých duší je od roku 2009 zařazen do projektu Slovenská cesta židovského kulturního dědictví v rámci Evropské cesty židovského kulturního dědictví. Projekt má název Velká kulturní cesta Evropy.

## Lokalita
Ulice Tomáše Garrigua Masaryky u areálu Technické univerzity ve Zvolenu.